# Hightstown
Hightstown est une municipalité américaine située dans le comté de Mercer au New Jersey.
Lors du recensement de 2010, sa population est de 5 494 habitants. La municipalité s'étend sur 1,24 milles carrés (3,21 km2), dont 0,03 milles carrés (0,08 km2) d'étendues d'eau.
Hightstown devient un borough le 5 mars 1853. Depuis 1894, c'est une municipalité indépendante d'East Windsor Township. Elle doit son nom au colon John Hight.

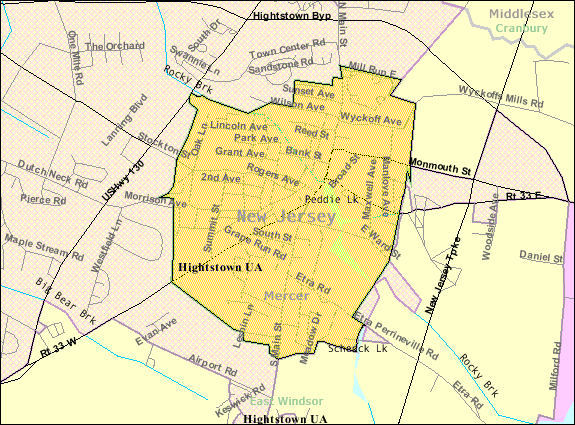
Localisation de Hightstown